# Rudolf Valenta
Rudolf "Rudi" Valenta, né le 24 mars 1921 à Vienne et mort le 15 juillet 2001, est un coureur cycliste autrichien professionnel de 1948 à 1952.

## Biographie
En 1946, Valenta remporte la course sur route Vienne-Graz-Vienne, alors réservée aux amateurs. En 1948, il remporte Rund um Wien et Rund um die Voralpen  et participe à la course sur route aux Jeux olympiques d'été de Londres, terminant 14e.
Peu de temps après, il devient professionnel. Managé par Franz Dusika et Max Bulla, il remporte de nombreux succès internationaux, dont la deuxième place du Bol d'Or au vélodrome d'Hiver en 1950, course de 24 heures derrière entraineur,.
En 1950, il devient champion d'Autriche de course sur route et remporte la course Vienne-Graz-Vienne sur 427 kilomètres, ainsi qu'en 1951.
En 1952, il met fin à sa carrière cycliste. Son livre Kampf um den Goldpokal (Vienne 1956) rend compte de sa carrière sportive.
En raison de sa deuxième place au Bol d'Or en 1950, le 25 janvier 1951, il obtient la deuxième place, avec 150 points, derrière le gardien de but Walter Zeman (203) lors de l'élection des athlètes autrichiens en 1950.
Il est inhumé au cimetière central de Vienne.

## Palmarès

### Par année
- 1941
  - 3e du championnat d'Allemagne sur route amateurs
- 1946
  - Classement général de Vienne-Graz-Vienne
- 1947
  - 1re étape du Tour d'Autriche
  - 2e de Vienne-Graz-Vienne
  - 3e du Tour d'Autriche
- 1949
  - 2e de Vienne-Graz-Vienne
  - 2e du championnat d'Autriche sur route
- 1950
  -  Champion d'Autriche sur route
  - Vienne-Graz-Vienne
  - 2e du Bol d'Or
- 1951
  - Vienne-Graz-Vienne
  - 3e du championnat d'Autriche sur route

### Résultats sur les grands tours

#### Tour d'Italie
- 1949 : abandon